# Antonio Francisco Coronel
Antonio Francisco Coronel (Città del Messico, 21 ottobre 1817 – 17 aprile 1894) è stato un politico messicano, 4° sindaco di Los Angeles.